# Liste von Kunstwerken im öffentlichen Raum in Recklinghausen
Die Liste von Kunstwerken im öffentlichen Raum in Recklinghausen gibt einen Überblick über Kunst im öffentlichen Raum, unter anderem Skulpturen, Plastiken, Landmarken und andere Kunstwerke in Recklinghausen, Kreis Recklinghausen. Es besteht kein Anspruch auf Vollständigkeit.

## Kunstwerke in Recklinghausen
| Bezeichnung                                              | Standort                                            | Koordinate                      | errichtet | Künstler            | Anmerkungen | Bild |
| -------------------------------------------------------- | --------------------------------------------------- | ------------------------------- | --------- | ------------------- | --- | ---- |
| 40 Masken                                                | Fachhochschule Recklinghausen, August-Schmidt-Ring  | 51° 36′ 42,7″ N, 7° 12′ 47,6″ O | 2001      | Raffael Rheinsberg  | 40 Gummielemente aus Reifen, als Schleppnetzbeschwerung auf den Faröer-Inseln verwendet, ⌀ je ca. 50 cm |      |
| Baumstammbrunnen                                         | Altstadt: am Paulsörter                             | 51° 36′ 46,4″ N, 7° 11′ 46,3″ O | 1985      |                     | Bronzeabguss eines 1968 gefundenen Baumstammbrunnen aus dem 13. Jhd. |      |
| Begegnung                                                | alter Kirchplatz Suderwich                          | 51° 36′ 43,1″ N, 7° 15′ 40,2″ O | 1995      | Marlies Burrichter  | Bronzeplastik auf Sandsteinsockel |      |
| Bewegliche Plastik für die Stadtsparkasse Recklinghausen | Königswall                                          | 51° 36′ 44,4″ N, 7° 11′ 45,9″ O |           | Günter Tollmann     | Stahlskulptur |      |
| Bodenskulptur und Tympanontexte für St. Peter            | Kirchplatz St. Peter                                | 51° 36′ 55″ N, 7° 11′ 51,2″ O   | 2002      | Ulrich Rückriem     | im Boden versenkte Granitblöcke, biblische Texte in Tympanon des Nord- und Westportals |      |
| Bronzemodell der Altstadt                                | Altstadt: Kirchplatz vor dem Ikonen-Museum          | 51° 36′ 55,3″ N, 7° 11′ 50,7″ O |           |                     | |      |
| Bürger tragen ihre Stadt                                 | Vor dem Rathaus                                     | 51° 36′ 43″ N, 7° 12′ 0,8″ O    |           |                     | Brunnenskulptur aus Bronze |      |
| Das Ganze und die Teile                                  | Herzogswall, Westerholter Weg                       | 51° 36′ 50,3″ N, 7° 11′ 35″ O   | 1990–1991 | Timm Ulrichs        | Mahnmal der Bürgerschaft für die Holocaust-Opfer, 2 Granithalbkugeln, ⌀ je 120 cm, Granitplattenweg 600 × 120 cm in einer Kreisfläche aus Porphyr, ⌀ 600 cm                                                      |      |
| Drachenbrücke                                            | Halde Hoheward, Cranger Straße                      | 51° 33′ 55,9″ N, 7° 10′ 29″ O   | 2008      |                     | Fußgänger-/Radfahrerbrücke, Länge: 162 m |      |
| Hallo, wie geht’s                                        | Bahnsteigpassage im Hauptbahnhof                    | 51° 36′ 58,2″ N, 7° 12′ 12,3″ O | 2019      | Jan Hoeft           | Edelstahl |      |
| Hasentempel                                              | Grafenwall 5, Teich am Hauptbahnhof                 | 51° 36′ 55,7″ N, 7° 12′ 7,6″ O  | 2015      | Leiko Ikemura       | Geschenk der Stiftung Kunst, Kultur und Soziales der Sparda-Bank West. |      |
| Jesus                                                    | Park des Prosper-Hospitals, Mühlenstraße 27         | 51° 36′ 27,2″ N, 7° 11′ 30″ O   |           |                     | Bronze, die Figur dekorierte das Prosper-Hospital an der Hohenzollernstraße, bevor es dem Neubau weichen musste.                                                                                                 |      |
| Kirkeby-Skulptur                                         | Altstadt: Lohtor / Herzogswall                      | 51° 37′ 0,8″ N, 7° 11′ 51,4″ O  | 1996      | Per Kirkeby         | Backsteinskulptur, 26 Meter lang, 4,50 Meter hoch und 2,60 Meter breit |      |
| Merkwürdiges Wasser                                      | Breite Straße                                       | 51° 36′ 44,2″ N, 7° 11′ 49,2″ O | 1992      | Torben Ebbesen      | Kupfer, Edelstahl, 200 × ⌀ 400 cm |      |
| Mückenhäuser                                             | Radweg Friedrich-Ebert-Straße – Herner Straße       | 51° 36′ 1,9″ N, 7° 11′ 8,7″ O   | 2014      | Michael Sailstorfer | Edelstahlprofile, Edelstahldraht |      |
| Namenstafel                                              | Fachhochschule Recklinghausen, August-Schmidt-Ring  | 51° 36′ 44,3″ N, 7° 12′ 42,7″ O | 1999      | Ayse Erkmen         | Die Vornamen der ersten Studierenden der Fachhochschule Gelsenkirchen, Abteilung Recklinghausen. Treppenhausverglasung, 18 Fenstergläser je 100 × 280 cm gesandstrahlt                                           |      |
| Recklinghausen                                           | Altstadt: Münsterstraße / Holzmarkt                 | 51° 36′ 54,1″ N, 7° 11′ 46,5″ O |           |                     | Fassadengestaltung von DERDREAM |      |
| Schlüssel-Gewalt-Spirale                                 | Innenhof des Polizeidienstgebäudes am Beisinger-Weg | 51° 37′ 10″ N, 7° 11′ 45,8″ O   | 2002/2003 | Andreas Kaiser      | Granitbank in Spiralform mit 500 eingeschlossenen Metallkästen, die Gewalt symbolisierende Gegenstände beinhalten, die nach einem Aufruf an 60 Schulen eingesammelt wurden, ⌀ 1600 cm, Sitzbank H 46 cm, B 40 cm |      |
| Stadtkuppel                                              | Kreisverkehr Hertener Straße/Tiefer Pfad            | 51° 36′ 42,8″ N, 7° 11′ 31,4″ O | 2013      | Danuta Karsten      | Stahl, feuerverzinkt, Lack, Höhe: 600 cm, ⌀ 1200 cm |      |
| Streitwagen                                              | Campus Blumenthal, Ludwig-Erhard-Allee              | 51° 37′ 24,6″ N, 7° 12′ 26,5″ O | 1990/91   | Vincenzo Baviera    | Seilscheibe ⌀ 600 cm, 8 Fahrleitungsmasten der Deutschen Bahn je 1100 cm |      |
| Two Piece Reclining Figure No. 5 (Große Liegende)        | Otto-Burmeister-Allee, Festspielhaus                | 51° 37′ 14,7″ N, 7° 11′ 10,3″ O | 1963/1964 | Henry Moore         | |      |
| Unteilbares Deutschland                                  | Altstadt: Kirchplatz, Park                          | 51° 36′ 57,2″ N, 7° 11′ 52,8″ O | 1959      | Heinz Ridder        | Mahnmal, Beton, Eisen |      |
| Walkway and Tower                                        | Wasserkreuz Emscher-Düker                           | 51° 35′ 22,8″ N, 7° 17′ 10,1″ O | 2010      | Tadashi Kawamata    | Holz |      |
| Theodor Kemna                                            | Park des Prosper-Hospitals, Mühlenstraße 27         | 51° 36′ 25,6″ N, 7° 11′ 31,6″ O | 1986      |                     | Bronzebüste des Kaplans und Krankenhausmitbegründers |      |
| Bewegung wird Gestalt                                    | Kopernikusstr. 1                                    | 51° 37′ 24,4″ N, 7° 10′ 42,9″ O | 2006      | Ludger Hinse        | Metall, Beton |      |
| In Bewegung                                              | Kopernikusstr. 1                                    | 51° 37′ 24,4″ N, 7° 10′ 42,3″ O |           | Ludger Hinse        | Metall, Beton |      |
| Stahlskulptur                                            | Am Rosengarten 16                                   | 51° 37′ 14,7″ N, 7° 10′ 45,2″ O |           |                     | Metall |      |
| Stahlskulptur, Fragment Berliner Mauer, Berliner Bär     | Am Rosengarten 9                                    | 51° 37′ 15,1″ N, 7° 10′ 44,4″ O |           |                     | Stahl, |      |